# Província Kotaiq
Kotaiq era un districte de la província armènia de l'Airarat, entre l'Araxes i el Llac Sevan. En aquest districte es troba la capital actual d'Armènia, Erevan.
Limitava al nord amb el Mazaz; al sud amb el Vostan; a l'est amb el Gelarquniq (a la Siunia), i a l'oest amb l'Aragadzotn.